# لوبونگتس
لوبونگتس (به لاتین: Luboniec) یک روستا در لهستان است که در گمینا زانگمشل واقع شده‌است. لوبونگتس ۱۱۰ نفر جمعیت دارد و ۷۰ متر بالاتر از سطح دریا واقع شده‌است.